# Divadlo Vlasty Buriana
Divadlo Vlasty Buriana bylo jedno z nejúspěšnějších divadel v meziválečném období v Československu. V roce 1925 je založil komik Vlasta Burian, který divadlo řídil až do 1. září 1944, kdy byla divadla zavřena nacisty.

## Historie divadla
Divadlo působilo nejdříve (1925–1928) v sále hotelu Adria v Praze na Václavském náměstí 784/26. Dramaturgicky i inscenačně navázalo na divadlo Rokoko, kde byl V. Burian ředitelem od 1. ledna 1923. Zahájilo svoji činnost 1. září 1925 večerem drobných frašek.
V létě 1928 se divadlo přestěhovalo do smíchovského Švandova divadla a v prosinci roku 1930 do nového paláce Báňské a hutní společnosti v Lazarské ulici 7 (později zde sídlilo Divadlo Komedie).
Poslední nastudovanou inscenací před uzavřením divadel byla v sezóně 1943/1944 Když kocour není doma, která měla přes 350 repríz. Posledním představením pak byla 2. července 1944 hra Ducháček to zařídí. Sezonu 1944/1945 již divadlo nezahájilo.
Vlasta Burian byl zatčen 24. května 1945 pro podezření z kolaborace s Němci za války; jeho divadlo pak bylo znárodněno a přejmenováno na Divadlo kolektivní tvorby. Uměleckým šéfem se stal Zdeněk Podlipný, který vedl za války tajnou protifašistickou buňku v Městských divadlech pražských. Divadlo kolektivní tvorby pak zaniklo na konci sezony 1945/1946 Podlipného odchodem do Opavy, kde založil Slezskou národní činohru.

## Soubor divadla
V divadle pracovalo mnoho známých a zkušených herců, například: Jaroslav Marvan, Čeněk Šlégl, Karel Postranecký, Helena Bušová, Věra Ferbasová, Xena Longenová, Ella Nollová, Marie Rosůlková, Milada Smolíková, Jindřich Plachta, Bohumil Hradčanský, Madlena Mottlová, Emanuel Kovařík, Růžena Hofmanová - Zíbová, Jiřina Janderová, Markéta Krausová, Evženie Budlovská, Jaroslava Vacková, František Plodr, Jindra Hermanová, Vlasta Hrubá, Renata Libertinová, Jan W. Speerger, Míla Reymonová, Ada Dohnal, Iža Lechnýřová, Josef Steigl, Marie Pilská, Milada Kramperová, Ludvík Řezníček, František Haller, Antonín Streit, Jarmila Svatá, Lída Sudová, Viktor Nejedlý, Anna Švarcová, Emil Artur Longen, Ladislav Hemmer, Václav Menger, Jan Richter, Máša Rodenová, Ferdinand Jarkovský, Anna Gabrielová, Marie Blažková, Marta Fričová, Mája Humlová, Jarmila Beránková, Marta Májová, Gustav Nezval, Marie Grossová, Běla Tringlerová, Theodor Pištěk, Eman Fiala (působil nejen jako herec ale i skladatel a kapelník), Karel Noll nebo Václav Trégl. Jako herec zde působil také Martin Frič.
Příležitostně zde vystupovaly např. Lída Baarová, Jarmila Švabíková, Andula Sedláčková, Meda Valentová a Blanka Waleská.

## Repertoár
výběr
- 1925 E. E. Kisch: Pasák holek
- 1925 E. A. Longen: Konopišťské růže
- 1925 E. A. Longen: Kasta pro sebe
- 1925 Luigi Pirandello: Člověk, zvíře, ctnost
- 1926 Ignát Hermann, R. Pohorská: U snědeného krámu
- 1926 E. A. Longen: Už mou milou
- 1926 E. A. Longen: Za pět minut dvanáct
- 1926 F. F. Šamberk: Blázinec v prvním poschodí
- 1926 T. Brandon: Charleyova teta
- 1926 G. Raupach: Mlynář a jeho dítě
- 1927 E. A. Longen: Osudy trůnu Habsburského
- 1927 W. S. Maugham: Viktorie
- 1927 E. A. Longen: Stavědlo SZ
- 1928 E. A. Longen: Princ Schanzenberg u pumpy
- 1928 Josef Štolba: Mořská panna
- 1928 Arnold Bach: To neznáte Hadimršku (režie Jan Sviták)
- 1929 E. A. Longen: C. a k. polní maršálek
- 1929 E. A. Longen: Už mě vezou
- 1930 F. Arnold, A. Bach: Hulla di Bulla
- 1931 I. Špelec: Jeho poslední čundr
- 1931 E. A. Longen: Hajný v lese usnul
- 1932 F. Arnold: Veřejné pohoršení
- 1932 V. K. Klicpera: Hadrián z Římsů (režie E. A. Longen)
- 1933 André Mouézy-Éon, Nicolas Nancey : Přednosta stanice (režie Julius Lébl)
- 1933 V. Lichtenberg: Komu bůh dá úřad
- 1934 Pavel Schurek: Ulice zpívá (režie Julius Lébl)
- 1935 M. Kareš: Ryba a host třetí den
- 1936 Jiří Verner: U pokladny stál (režie Julius Lébl)
- 1937 D. R. Zoubek: Případ revizora Kožulína
- 1938 Emil Synek: Navoněná primadona (režie Julius Lébl)
- 1939 B. Nušič: Za peníze všechno
- 1939 E. A. Longen: Děkuji, bylo to krásné
- 1940 F. F. Šamberk: Palackého třída 27
- 1940 Jindřich Hořejší, Julius Lébl: Provdám svou ženu
- 1941 F. F. Šamberk: Jedenácté přikázání
- 1942 Anton Hamik: Prodaný dědeček (režie Julius Lébl)
- 1943 R. Neuner: Když kocour není doma (podle E. Kästnera: Tři muži ve sněhu)

Některé Burianovy filmy byly natočeny na náměty divadelních her, které se v tomto divadle hrály. Ve filmech účinkoval takřka celý Burianův divadelní soubor. Úspěch Divadla Vlasty Buriana je porovnatelný s Osvobozeným divadlem Voskovce a Wericha.

## Citát
Divadlo Vlasty Buriana bylo spolu s Osvobozeným divadlem nejoblíbenějším a nejpopulárnějším pražským veseloherním divadlem. Už jsem řekl, že se Divadlo Vlasty Buriana obešlo bez jakýchkoliv subvencí a stejně tomu bylo i s Osvobozeným divadlem. Vyprodaná hlediště plnila pokladny, ale přece jen tu byl jeden velmi markantní rozdíl, třebaže Burian stejně jako Voskovec s Werichem poznamenali nenapodobitelným a neopakovatelným kumštem činnost svých divadel. Rozdíl spočíval v tom, že jsme si u nás dělali legraci z drobných lidských hloupostí, zatímco Voskovec a Werich si dali laťku daleko výše. 
Jaroslav Marvan

## Osobnosti

### Významní režiséři divadla
- Vlasta Burian
- Čeněk Šlégl
- Jaroslav Marvan
- Jan Sviták
- Emil Artur Longen
- Julius Lébl
- Jiří Dréman

### Významní dramaturgové
- Julius Lébl
- Emil Artur Longen
- Václav Wasserman

### Významní autoři her
- Vlasta Burian
- Emil Artur Longen
- Edvard Bach
- F. R. Arnold

### Výtvarníci scény
- Vojtěch Tittelbach
- Josef Lada
- Emil Artur Longen
- A. V. Hrstka

### Další osobnosti
- Antonín Král, tajemník divadla
- Josef Roja, hospodářský správce
- Julius Lébl, inspicient
- Eman Fiala, autor hudby a dirigent
- Dalibor Pták, dirigent

## Časopisy vydávané divadlem
Divadlo Vlasty Buriana vydávalo během svého působení vlastní časopisy, jejich autory byli zejména novináři Karel Konrád a Karel Kučera (pouze v sezóně 1931/1932).
- 1931/1932 Burianovo jeviště
- 1932/1933 Program Divadla Vlasty Buriana
- 1933/1934 Ozvěny Vlasty Buriana
- 1934–1936 Přestávka Burianova divadla
- 1936–1941 Přestávka Divadla Vlasty Buriana
- Divadlo Vlasty Buriana